# Tarachidia nannodes
Tarachidia nannodes är en fjärilsart som beskrevs av George Francis Hampson 1910. Tarachidia nannodes ingår i släktet Tarachidia och familjen nattflyn. Inga underarter finns listade i Catalogue of Life.